# Diary (álbum)
Diary es el primer álbum de estudio de la banda de rock alternativo Sunny Day Real Estate. Fue lanzado el 10 de mayo de 1994 por Sub Pop Records y es considerado como uno de los álbumes que mejor definen la música emo de segunda generación. También ha sido reconocido como el eslabón perdido entre el post-hardcore y el, por aquel entonces, incipiente género emo.
El álbum fue remasterizado y relanzado el 15 de septiembre de 2009 por Sub Pop con las canciones extra "8" y "9", extraídas de su demo de 1993 Thief, Steal Me a Peach, así como nuevas notas escritas.

## Visión general
El álbum se distinguió de aquellos que se estaban lanzando en aquel momento por las bandas grunge de Seattle y su melódico, pero urgente sonido, fue muy influyente en los futuros grupos de música emo. Diary es el séptimo álbum más exitoso lanzado por Sub Pop tras haber vendido más de 231.000 unidades.
Diary fue lanzado en formato CD, vinilo y casete. La edición en vinilo fue lanzada en tres diseños diferentes, todos ellos fuera de mercado en la actualidad. La primera de ellas era un vinilo multicolor lanzado mediante el sello Glitterhouse Records en Alemania. La segunda edición era un vinilo negro de Sub Pop. A esta le siguió una reimpresión en verde, pero el sello incluyó el texto "Edition II" bajo el logo de Sub Pop. Los tres vinilos no incluyeron tres canciones que sí fueron incluidas en el formato CD, debido a las limitaciones de tiempo en el vinilo (que era de 53 minutos de duración). Esas tres canciones eran "Round", "48" y "Grendel".
El diseño de la portada fue realizado por Chris Thompson. Sin embargo, la "mariposa" que está dibujada en el libreto del álbum fue hecha por el padre de Nate Mendel. La portada está compuesta por los populares juguetes infantiles Little People de Fisher-Price.

## Listado de canciones
1. "Seven" – 4:45
2. "In Circles" – 4:58
3. "Song About an Angel" – 6:14
4. "Round" – 4:09
5. "47" – 4:34
6. "The Blankets Were the Stairs" – 5:27
7. "Pheurton Skeurto" – 2:33
8. "Shadows" – 4:46
9. "48" – 4:46
10. "Grendel" – 4:53
11. "Sometimes" – 5:42
12. "8" – 5:15 (canción extra del relanzamiento)
13. "9" – 6:03 (canción extra del relanzamiento)

## Créditos
| Sunny Day Real Estate - Jeremy Enigk – voces, guitarra rítmica, teclados - Dan Hoerner – guitarra principal, coros - Nate Mendel – bajo - William Goldsmith – batería, percusión | Producción - Brad Wood – producción, ingeniero de sonido, mezcla - Lynn Hamrick – fotografía - Chris Thompson – artwork |